# Wagnis (Begriff)
Das Wort Wagnis leitet sich vom Verb wagen ab mit der Bedeutung sich trauen, den Mut haben, etwas zu tun. Wagnis charakterisiert zum einen Sachverhalte und zum anderen Handlungen, die mit erheblichen Gefahren und Risiken verbunden sind. Antrieb für das Eingehen von Wagnissen ist die Chance, einen sogenannten Wagnisgewinn zu erzielen (Redewendung: Nur wer wagt, kann auch gewinnen). Bereitschaft und Fähigkeit zum Wagnis sind bei den Menschen unterschiedlich ausgeprägt.

## Wagnis in der Umgangssprache
Im alltäglichen Sprachgebrauch wird in der Regel kaum oder gar nicht zwischen den Begriffen Wagnis, Risiko, Gefahr, Abenteuer sowie deren Wortfeldern unterschieden. Ausdrücke wie gewagt, riskant, gefährlich, abenteuerlich oder risikoreich erscheinen austauschbar.
Mangelnde begriffliche Präzision behindert jedoch ein differenziertes Denken sowie nuancierte Aussagen und eine unmissverständliche Kommunikation, wie es z. B. bei der Verwechslung bzw. Gleichsetzung von Wagnissport und Risikosport deutlich wird. Die Synonymensprache verarmt das Ausdrucksvermögen. Die Sprachwissenschaft spricht von einem restringierten Sprachcode. Es ist nicht gleichbedeutend, ob jemand sein Leben riskiert (= für einen Thrill aufs Spiel setzt) wie ein Autobahnraser oder sein Leben wagt (= für einen höheren Wert einsetzt) wie eine Krankenschwester im Seuchengebiet.  Man kann einen Unfall riskieren, aber nicht oder nur unter ganz spezifischen Umständen (Forschungsexperiment) wagen.
Der dem umgangssprachlichen Gebrauch verpflichtete Duden und die populärwissenschaftlichen Enzyklopädien haben heute (auch in der Rechtschreibung) kein normatives Mandat mehr. Sie beanspruchen jedoch, den in den Medien üblichen öffentlichen Sprachgebrauch von Zeit zu Zeit abzubilden. Dabei werden auch umstrittene Neologismen aufgenommen und nach einiger Zeit sogar falsche Wortverwendungen als „üblich“ legalisiert, wie z. B. die der Olympiade (eigentlich ein Begriff der antiken Zeitrechnung) für Olympische Spiele. Auch die Begriffe Wagnis und Risiko werden von Duden und Brockhaus im Alltagsdeutsch als Synonyme toleriert.

## Wagnis in den Fachsprachen
Die Fachsprachen sind auf präzise, unmissverständliche Ausdrucksmöglichkeiten angewiesen. So sind auch Wagnis und Risiko fachsprachlich keine Synonyme, sondern Begriffe mit eigener, deutlich abgrenzbarer Bedeutung: Ein Sprung ins Schwimmbecken kann für ein Kind ein hohes Wagnis sein (wenn es viel Mut und Selbstüberwindung aufbringen muss), gleichzeitig aber nur ein geringes oder gar kein Risiko darstellen (weil der Sprung völlig ungefährlich ist).
Wagnis ist der übergeordnete, weitere Begriff. Er kann sowohl die Charakterisierung einer (gefährlichen) Sachlage als auch die menschliche Einstellung dazu beinhalten. Risiken sind die mehr oder weniger berechenbaren Teile einer Wagnisaktion (Risikofaktoren, Restrisiko). Es gibt dagegen keine „Wagnisfaktoren“ oder gar ein „Restwagnis“. Jedes Wagnis ist mit Risiken (Unwägbarkeiten) behaftet. Aber nicht jedes Risiko ist schon ein Wagnis oder löst eine Wagnishandlung aus. Das Wort „Risiko“ kam erst im 16. Jahrhundert als Lehnwort in den deutschen Wortschatz. Es präzisiert heute vor allem die Unsicherheiten auf mathematisch-statistischer Basis und formuliert sie in Wahrscheinlichkeiten, z. B. bei Börsengeschäften (Risikopapiere, Risikoanlagen).
Der weit ältere Wagnisbegriff etablierte sich zuerst in den Human-, Geistes- und Gesellschaftswissenschaften und wurde dort in seiner bis heute gültigen Bedeutung wesentlich geprägt. Er findet etwa in der Religionswissenschaft, in der Philosophie, in der Humanmedizin, in der Pädagogik, in der Psychologie, in der Sportwissenschaft   oder in der Politik/Gesellschaftswissenschaft verbreitet Verwendung und ist in keinem der zitierten Buchtitel und Bücher durch einen anderen Begriff ersetzbar.

## Wagnis als Wertbegriff
Der Wagnisbegriff umfasst ein Problemfeld, das sich nicht wertfrei betrachten lässt, da es menschliche Einstellungen und Entscheidungen zu Gefährdungssituationen inkludiert. Während es der Risikoforschung vorrangig um einen Ausschnitt des Problemfeldes, das möglichst objektive Erfassen aller isolierbaren Risikofaktoren und das Analysieren der Risikopotenziale geht, die eine Gefahrenlage einschätzbar und beherrschbar machen sollen, steht bei der Wagnisforschung der komplexe Mensch mit seinen Triebkräften, Emotionen, Motivationen und Wertvorstellungen, d. h. mit seiner inneren Befindlichkeit, im Mittelpunkt des Interesses. Es ist ein übergeordnetes Interesse, das auf das ethische Bewusstsein und die Verantwortungsfähigkeit des einzelnen ausgerichtet ist. Wagnisgewinn wird von der Wagnisforschung als Wertgewinn und Sinnfindung gesehen 
Entsprechend definiert sich der Begriff: Mit ihm verknüpfen sich psychologische, pädagogische und ethische Fragestellungen in den Erlebnisbereichen von Gefahren-, Risiko-, Abenteuer-, Grenzgang-, Extremsituationen, denen sich Menschen freiwillig aussetzen und die sie existenziell in ihrem Werterleben und in ihrer Wertausrichtung fordern. Die Konzentration auf das Risikoerleben und die entsprechende Gleichsetzung von Wagnis- und Risikobegriff deutet auf eine Bewusstseinsverengung in Richtung Thrill und einen Wertunterscheidungsverlust hin.
Essenzieller Bestandteil des Wagnisbegriffs in den Geisteswissenschaften ist die Orientierung des Wagens an hochrangigen Zielen, die nur über das Wagnis erreichbar und das Risiko eines möglichen Schadens wert sind (eine medizinische Operation, eine Pilotenausbildung, eine Ehe wagen). Das Wagen ist im Gegensatz zum Riskieren ein ethischer Begriff. Warwitz bringt diesen Sachverhalt in Zusammenhang mit dem sprachhistorisch benachbarten Wort und Begriff wägen (von indogermanisch uegh, althochdeutsch wegan) und in das Bild von der Waage, die sich nach sorgfältigem Abwägen gewinnbarer und verlierbarer Werte in Richtung eines lohnenden Wertgewinns neigen muss, damit eine risikobehaftete Wagnishandlung ethisch-moralisch vertretbar wird. So kann im Extremfall auch der Einsatz und das Opfer bürgerlicher Existenz, der Gesundheit oder sogar des Lebens im Sinne des Begriffs ein werthaltiges Wagnis sein. Beispiele dafür sind etwa die Lebensentwürfe von Jesus, Martin Luther, Albert Schweitzer oder Mutter Teresa.

## Wortfeld Wagnis
Der Begriff Wagnis umfasst das Ereignis, den Vorgang sowie die Aufgabe des Wagens. Wagen beinhaltet das Überwinden von Ängsten vor Gefahren und den verantwortungsvollen Umgang mit ihnen. Dazu sind Wagemut und Wagnisbereitschaft gefordert. Wer sie nicht aufbringt, gilt als wagnisscheu bzw. als wagnisschwach. Der Wagefreudige setzt sich mit Lust und Leidenschaft für anspruchsvolle, auch gefährliche Vorhaben ein. Dazu beflügeln ihn gewisse innere Antriebskräfte, die Wagnistriebe. Auf der anderen Seite bremsen ihn innere und äußere Wagnishemmnisse. Man sollte sich nur behutsam an neue Herausforderungen heranwagen. Der Waghalsige oder Wag(e)hals riskiert (zu) viel, nämlich ‚Hals und Kragen’, ‚Halsbrecherisches’. Er übertreibt seine Kühnheit zur Tollkühnheit. Die Wortbedeutung von Wagnis ist mit jener der Waage (figurative Bedeutung „ungewisser Ausgang“) verwandt. Das Wagen will entsprechend abgewogen, hinsichtlich seiner Wertigkeit/Unwertigkeit gemessen sein. Vor dem Wagen steht das Wägen/Abwägen. Mit Gefahren verbundene Unternehmungen nehmen Wagnischarakter an. Die wichtigsten Vorgänge beim Wagen lassen sich dabei in einer Wagnisformel, die Grade des Wagens in einer Wagnisskala fassen. Der Wagende erwartet für seinen gefahrvollen Wagniseinsatz einen Wagnisgewinn in Form eines Wertgewinns. Ein hoch gefährliches, oft aufsehenerregendes Unternehmen nennt man Wag(e)stück. Als Wagnissport bezeichnet man einen objektiv gefahrenhaltigen, subjektiv durch einen entsprechenden Kompetenzaufbau aber beherrschbaren Sport.  Das Ergebnis dieses Erfahrungsgewinns, die Qualifikation des Wagnisexperten, nennt man Wagniskompetenz. Das Wagniserleben kann lustvoll sein, wenn es beherrscht wird. Gruppierungen gleichgesinnter Wagnissportler mit gemeinsamem Interessenschwerpunkt und lokalen Treffs bilden Wagnisszenen („örtliche Gleitschirmszene“ etc.). Wenn ein Wort in übertragenem Sinn verwendet wird, z. B. in dichterischem Kontext, spricht man von einer Wagnismetapher. J.W. v. Goethe und F.v. Schiller bedienen sich in ihren dichterischen Werken des Wortfelds Wagnis sehr häufig sowohl im ursprünglichen Wortsinn wie auch als Metapher.
Das gesamte praktische und theoretische Problemfeld des Wagens ist der Wagniskomplex. Seine wissenschaftliche Untersuchung betreiben Wagnisforscher in disziplinärer und interdisziplinärer Wagnisforschung.
Ihre empirisch gewonnenen Erkenntnisse fassen sie in Wagnistheorien, das sind Erklärungsmodelle für das Streben nach und den Umgang mit Wagnissen. Diese bestimmen auch die Wagniserziehung, die sich unter pädagogischen Gesichtspunkten mit dem Wagen befasst. Wagnisfähigkeit zu erreichen ist ein wesentliches Ziel der Menschenbildung.